# Цзюдіншань
Цзюдіншань (кит.: 九顶山; англ. Jiuding Shan; укр. «Дев'ять гір») — гора в Азії, висотою — 4969 метрів, у гірському хребті Дасюешань, в горах Гендуаншань у Китаї.

## Географія
Гора, розташована у північно-східній частині провінції Сичуань (Китай), у Східній Азії, за 1460 км на південний-захід від столиці держави — Пекіну. Вона знаходиться у гірському хребті Дасюешань, який є частиною складної системи гірських хребтів західної Сичуані — Гендуаншань, що примикають до східного краю Тибетського плато.
Абсолютна висота вершини 4969 метрів над рівнем моря. Відносна висота — 2808 м з найвищим сідлом 2161 м. За цим показником вона займає 125-те місце у світі. Це другий за висотою ультра-пік хребта Дасюешань, після гори Гунгашань (7556 м). Топографічна ізоляція вершини відносно найближчої вищої гори Янкго-Шан (5300 м) — становить 43,49 км.